# Andrey Nikolayevich Tupolev
Andrei Nikolayevich Tupolev (tiếng Nga: Андрей Николаевич Туполев; 1888–1972) là Tổng công trình sư về chế tạo máy bay của Liên Xô, Viện sĩ Viện Hàn lâm Khoa học Liên Xô, Thượng tướng Kỹ thuật (1968), 3 lần Anh hùng Lao động Xã hội Chủ nghĩa (1945, 1957, 1972), và Anh hùng Lao động nước Cộng hòa Xã hội Chủ nghĩa Xô viết Liên bang Nga (1926).

## Tiểu sử
Năm 1918, ông tốt nghiệp kỹ sư tại trường Cao đẳng Kỹ thuật Hoàng gia Nga (nay là Đại học kỹ thuật quốc gia mang tên Bauman) và làm việc tại Viện Khí động học hàng không trung tâm trường.